# Templarios Tétricos
Los Templarios Oscuros, también conocidos como "El Filo de Shakuras" son personajes del videojuego Starcraft que pertenecen a la raza Protoss. Fueron odiados y exiliados por El Cónclave, viajaron por el espacio y se establecieron en un planeta llamado Shakuras. A pesar del profundo odio que tienen a El Cónclave, siguen cuidando de su planeta natal, Aiur.
Estos Protoss eran tribus que no admitían la voluntad de El Cónclave y su unión total con los otros Protoss sino que querían seguir manteniendo su autonomía. El Cónclave ordenó a Adun, un joven Templario, que les destruyera, pero Adun no quiso seguir el consejo de El Cónclave y los evacuó en unas naves Xel'Naga abandonadas. Desde su exilio vigilan su planeta natal y lo protegen secretamente de cualquier amenaza.

## Características
Dentro del juego, los Templarios Tétricos sólo están disponibles en la expansión StarCraft: Brood War. Son unidades que poseen invisibilidad permanente y destruyen todo con sus espadas warp. Por esto son perfectos para atacar una base mal defendida, y dos de ellos pueden fusionarse para formar un arconte tétrico. Sólo atacan a unidades de tierra, y se construyen en el Acceso. También aparecen en la segunda entrega de la saga, Starcraft 2 con unas característica similares a las del Brood War, sólo que cuestan 100 minerales y 125 de gas vespeno y realizan un daño de 45.

### Detalles
- Puntos por disparo base: 80
- Blindaje base: 1
- Escudo: 40
- Armamento:
  - Cuchillas warp. Daños: 40
- Costo:
  - Minerales: 125
  - Gas: 100

- Datos: Q2885402